# محمد الدغباجی
محمد الدغباجی با نام اصلی محمد بن صالح الدغبانی الخریجی ملقب به الدغباجی (عربی: محمد الدغباجی) (زاده: ۱۸۸۵- درگذشته: ۱۹۲۴) مبارزی تونسی بود که معتقد به مبارزه مشترک در کشورهای اسلامی بود. او رهبری تعدادی از سازمان‌هایی که در مقابل استعمار فرانسه و ایتالیا مقاومت می‌کردند را بعهده داشت. به عنوان مثال بعد از چند عملیات موفق علیه استعمارگران در بین سال‌های ۱۹۱۸ تا ۱۹۲۴ به یک اسطوره زنده در تونس تبدیل شد. او در ماه مه سال ۱۹۲۲ از طرف ارتش ایتالیا در لیبی دستگیر و به نیروهای اشغالگر فرانسوی تحویل داده شد. حکم اعدام او در تاریخ ۲۷ آوریل سال ۱۹۲۱ صادر و در ۱ مارس ۱۹۲۴ این حکم در مقابل چشمان خانواده‌اش به اجرا درآمد.

## تولد و رشد
محمد الدغباجی در سال ۱۸۸۵ در شهر الحامد از استان قابس در جنوب تونس به دنیا آمد، در آن زمان فقط چند سال از ورود مستقیم استعمار به کشور تونس گذشته بود. یاد و خاطره او به دلیل مبارزاتش علیه استعمار در ذهن و ضمیر مردم تونس بجا ماند و و با مردنش در عزای او گریستند.
الدغباجی از ابتدای کودکی مانند سایر فرزندان جنوب و نقاط دیگر تونس، کینه خاصی از اشغالگر ستمگر داشت، کسانی که همواره زیر فشار این بودند که تن به دولت مرکزی که در مشتی ظالم و ستمگر خلاصه می‌شد بدهند ولی آن را رد کرده‌اند و از این که در ارتش استعمارگر سربازی کنند اجتناب کرده‌اند. الدغباجی یک طراح سیاسی یا نظریه‌پرداز انقلابی نبود که قادر به برنامه‌ریزی برای کلیه نبردها باشد ولی او یک انقلابی دارای عزت و شرف بود.

## پیوستن به مبارزه در لیبی

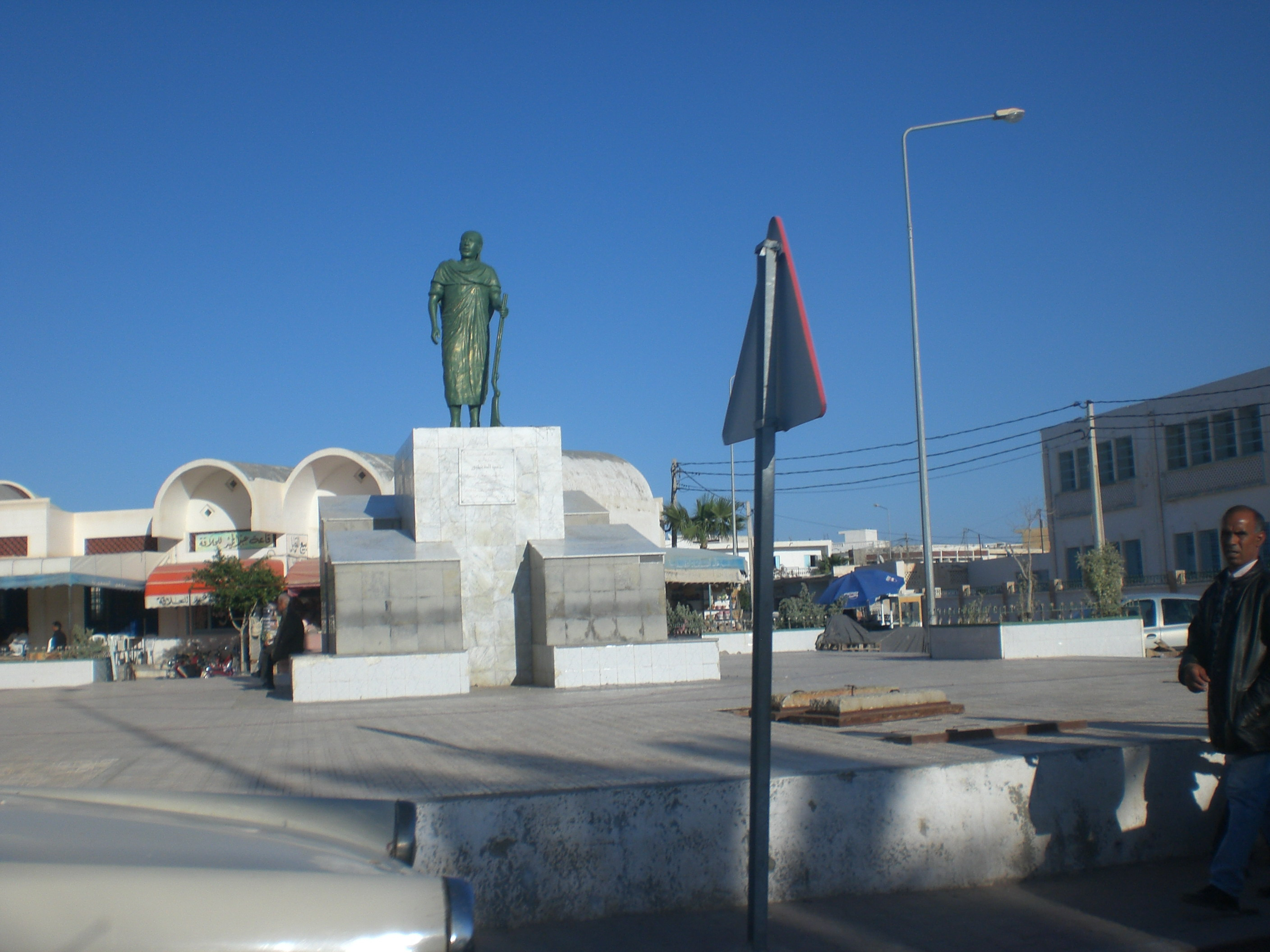
مجسمه محمد الدباغی در میدان حمام

هنگامی که الدغباجی ۲۲ ساله بود نیازمندی و فقر او را مجبور کرد که به سربازی در ارتش اشغالگر تن بدهد در سال ۱۹۰۷ تا ۱۹۱۳، در این مدت اخبار پیروزی‌های برادران لیبی‌یاییش بر اشغالگران به منطقه جنوب تونس می‌رسید و غیرت و غرور همگی را برمی‌انگیخت. الدغباجی با شنیدن اخبار مربوط به مواع قهرمانان رهبری مقاومت در طرابلس غیرت مردانگی‌ش برانگیخته شد و به‌فکر فرار از سربازی افتاد در زمانی که فرانسه درگیر جنگ جهانی اول بود. الدغباجی زیاد معطل نشد و از پادگان فرانسویان گریخت و به همراه ۵ تن از یارانش به صفوف مقاومت پیوست. او در ابتدا به عنوان یک رزمنده ساده فعالیت داشت ولی به دلیل رشادتش در نبردها مورد توجه رهبری مقاومت قرار گرفت.

## جهاد علیه اشغالگری

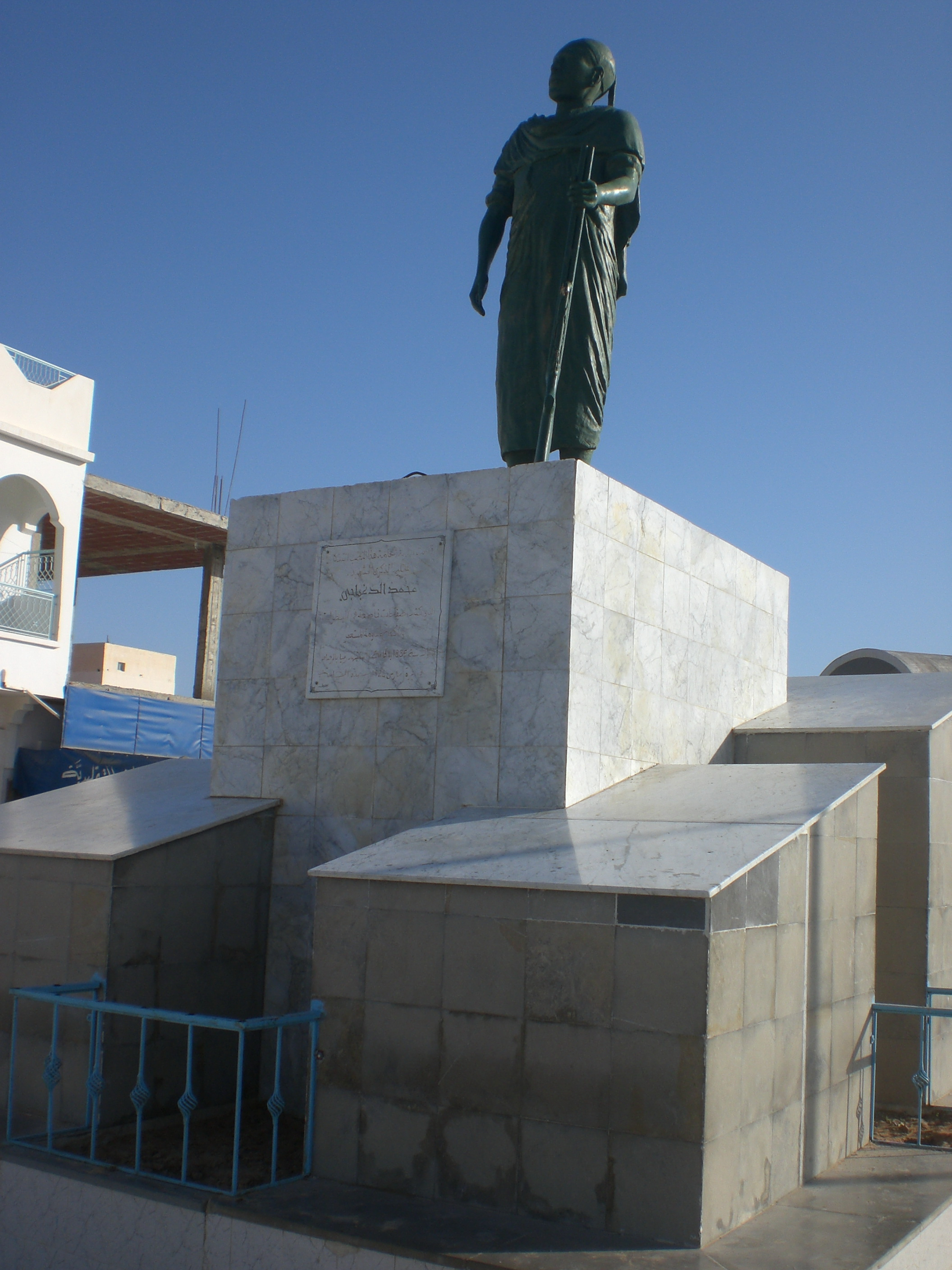

الدغباجی نبرد با استعمارگران فرانسوی را با تشکیل یک گروه فدایی شروع کرد. اخبار فعالیت‌ها و عملیات‌های الدغباجی به گوش فرانسویان رسید و تصمیم به تعقیب او و دستیابی به سر او گرفتند به ویژه بعد از واقعه «الزلوزه» در ژانویه ۱۹۲۰ که در آن تعدادی از اعضای دیوان فرانسوی به قتل رسیدند.
استعمارگران عشیره بنی زید و خانواده الدغباجی را در یک اقدام تلافی‌جویانه مورد اذیت و آزار قرار داده و حتی چاه‌ها را برای قطع آب بروی مقاومت‌کنندگان پر کردند و اهالی را به نقاط دیگری منتقل و مردان آن‌ها را به زندان انداختند. استعمارگران اهالی منطقه را مجبور به حمل سلاح برای تعقیب مقاومت‌کنندگان کردند. فرماندهی این تعقیب را یکی از مزدوران استعمار بنام عمار بن عبدالله بن سعید بعهده داشت که با ارسال نامه‌ای برای مقاومت کنندگان آن‌ها را تهدید به آتش کشیدن همه چیز کرد.

## محاکمه الدغباجی
در تاریخ ۲۷ آوریل ۱۹۲۱ الدغباجی و تعدادی از یارانش که خودشان را به خاک لیبی رسانده بودند در یک محاکمه غیابی به اعدام محکوم شدند و استعمارگران ایتالیایی بسرعت آن‌ها را دستگیر و به مقامات فرانسوی تحویل دادند.

## اعدام
در ماه مارس ۱۹۲۴ الدغباجی جهت اعدام به میدان شهر منتقل گردید، گفته می‌شود او از این که افسر فرانسوی چشمانش را ببندد جلوگیری کرد. او در پاسخ یکی از خویشاوندانش که به شرافت و شجاعت او درود می‌فرستاد در حالی که می‌خندید گفت: نگران نباش مادر، من از گلوله دشمنان ترسی ندارم و به مرگ در راه سربلندی کشورم افتخار می‌کنم… و به این ترتیب داستان الدغباجی بر سر زبانها باقی ماند.